# Падру
Падру (итал. Padru) — коммуна в Италии, располагается в регионе Сардиния (провинция Сассари).
Население составляет 2 098 человек  (30-6-2019), плотность населения составляет 13,28 чел./км². Занимает площадь 158 км². Почтовый индекс — 7020. Телефонный код — 0789.
Покровителем коммуны почитается Архангел Михаил, празднование 29 сентября.

## Примечание
1. ↑  Statistiche demografiche ISTAT. demo.istat.it. Дата обращения: 28 ноября 2019. Архивировано 24 июля 2019 года.